# Енохіанська мова
Енохіанська мова — це штучно створена мова (дата створення — приблизно 1583 рік), її авторами є математик Джон Ді та містик Едвард Келлі. Йдеться про те, що цією мовою розмовляють ангели. Саме Джон Ді назвав цю мову «ангельською» або «небесною мовою». Едвард Келлі вважав себе медіумом і саме він відкрив Джон Ді енохіанську мову з текстів Еноха.

## Лінгвістичний аналіз
Лінгвісти Дональд Сі Лейкок та Егіл Аспрем вивчили перекладені частини текстів Еноха. Лейкок зазначив, що фонологія текстів Еноха часто зустрічаються в поезії та заклинаннях. Аспрем відзначив, що синтаксис текстів Еноха майже ідентичний англійській мові.